# ペプチドトランスポーター1
ペプチドトランスポーター1 （英: Peptide transporter 1、PepT1、PEPT1）は、溶質キャリアファミリー15メンバー1（solute carrier family 15 member 1、SLC15A1）としても知られ、ヒトではSLC15A1 遺伝子によってコードされるタンパク質。PepT 1は、 オリゴペプチドの輸送担体で、腎でオリゴペプチドの再吸収、腸でプロトン依存的に機能するため、共輸送体のように作用する 。 

## 機能
SLC15A1は小腸上皮の刷子縁膜（brush border membrane)に局在し、内腔（lumen）から腸細胞（enterocyte)へのジペプチドおよびトリペプチドの取り込みを媒介する。 このタンパク質は、食物中のタンパク質の摂取と消化に重要な役割を果たしている。 このタンパク質はまた、多数のペプチド模倣薬の吸収を促進する。 